# Survival (Eminem-Lied)
Survival (englisch für „Überleben“) ist ein Lied des US-amerikanischen Rappers Eminem, bei dem der Refrain von der Sängerin Liz Rodrigues gesungen wird. Der Song ist die zweite Singleauskopplung seines achten Studioalbums The Marshall Mathers LP 2 und wurde am 8. Oktober 2013 ausschließlich zum Download veröffentlicht.

## Inhalt
Der von Liz Rodrigues gesungene Refrain handelt davon, dass nur der Angepassteste überlebt und der Gewinner alles bekommt. Im ersten Vers sagt Eminem, dass er zu Beginn seiner Karriere niemals damit gerechnet hätte, heute so ein Superstar zu sein. Es sei ihm beim Rap nur darum gegangen, seine Familie ernähren zu können und für etwas zu stehen. Er sei nun wieder zurück und wolle es allen Kritikern nochmal zeigen. Der zweite Vers handelt davon, dass Eminem noch immer voller Energie sei und nicht ans Aufhören denke. Er habe es in die Top 5 der besten Rapper aller Zeiten geschafft. Im dritten Vers rappt Eminem, dass sein ganzes Leben auf Rap ausgerichtet sei, weil er aufgrund seines Schulabbruchs in der 9. Klasse nichts anderes könne. Außerdem fordert er Zweifler dazu auf, ihn ruhig zu kritisieren, weil er aus der Kritik am besten Erfolg machen kann.
Wie viele Lieder Eminems enthält auch der Text von Survival eine Menge an Vergleichen und Metaphern.

## Produktion
Der Beat des Liedes wurde von DJ Khalil produziert und ist durch den Einsatz von E-Gitarren recht rockig gehalten. Für die Produktion wurden keine Samples von Songs anderer Künstler verwendet.

## Musikvideo
Bei dem zu Survival gedrehten Video, das am 8. Oktober 2013 Premiere feierte, führten Syndrome Regie.
Eminem schlüpft am Anfang des Musikvideos in die Rolle eines Sprayers, der das Totenkopf-Logo von Call of Duty: Ghosts an eine Hauswand sprüht. Anschließend rappt er in einem verlassenen Gebäude, wobei im Hintergrund Szenen aus dem Spiel sowie von Konzerten Eminems per Beamer an eine Wand projiziert werden. Des Weiteren sieht man andere Sprayer, welche ebenfalls das Logo an das Gebäude sprühen und sich danach mit Eminem auf dem Dach des Gebäudes versammeln, von wo aus sie eine riesige Projektion des Logos auf einem Hochhaus gegenüber betrachten. Am Ende des Videos steht Eminem vor dem Haus aus seiner Kindheit, das auch für die Albencover beider Teile der Marshall Mathers LP diente.

## Single

### Covergestaltung
Das Singlecover ist sehr schlicht gehalten. Es zeigt lediglich die Schriftzüge Eminem in Weiß und Survival in Rot auf schwarzem Hintergrund. Im Vordergrund sind zerbrochene Glasscherben zu sehen.

### Chartplatzierungen
Survival stieg in der 43. Kalenderwoche des Jahres 2013 auf Platz 38 in die deutschen Charts ein und steigerte sich in den folgenden Wochen auf die Ränge 33 und 32, bevor es mit Position 20 den besten Platz erreichte. Insgesamt hielt sich das Lied 17 Wochen in den Top 100.
| ChartsChartplatzierungen       | Höchstplatzierung | Wochen |
| ------------------------------ | ----------------- | ------ |
| Deutschland (GfK)              | 20 (17 Wo.)       | 17     |
| Österreich (Ö3)                | 29 (8 Wo.)        | 8      |
| Schweiz (IFPI)                 | 13 (6 Wo.)        | 6      |
| Vereinigte Staaten (Billboard) | 16 (14 Wo.)       | 14     |
| Vereinigtes Königreich (OCC)   | 22 (10 Wo.)       | 10     |

### Auszeichnungen für Musikverkäufe
Im Jahr 2022 wurde das Lied für über zwei Millionen Verkäufe in den Vereinigten Staaten mit einer doppelten Platin-Schallplatte ausgezeichnet. Für mehr als 150.000 verkaufte Einheiten erhielt es im gleichen Jahr in Deutschland eine Goldene Schallplatte.

| Land/Region                  | Auszeichnungen für Musikverkäufe (Land/Region, Auszeichnung, Verkäufe) | Verkäufe  |
| ---------------------------- | ---------------------------------------------------------------------- | --------- |
| Australien (ARIA)            | Platin                                                                 | 70.000    |
| Brasilien (PMB)              | Gold                                                                   | 30.000    |
| Deutschland (BVMI)           | Gold                                                                   | 150.000   |
| Neuseeland (RMNZ)            | Gold                                                                   | 7.500     |
| Schweden (IFPI)              | Gold                                                                   | 20.000    |
| Vereinigte Staaten (RIAA)    | 2× Platin                                                              | 2.000.000 |
| Vereinigtes Königreich (BPI) | Gold                                                                   | 400.000   |
| Insgesamt                    | 5× Gold · 3× Platin ·                                                  | 2.677.500 |

Hauptartikel: Eminem/Auszeichnungen für Musikverkäufe

## Call of Duty
Bereits am 14. August 2013 feierte der Song Premiere im Multiplayer-Trailer des Spiels Call of Duty: Ghosts und war auch in mehreren folgenden Trailern zum Spiel zu hören.